# Education Act 1944
Education Act 1944 (7 och 8 Geo 6 c. 31) förändrade utbildningssystemet i England och Wales. Lagen kallades även "Butler Act", namngiven efter den konservativa politikern R. A. Butler, och införde det tredelade sekundärskolsystemet  och gjorde all utbildning gratis för alla barn, vilket framför allt påverkade sekundärskolan. Skolplikten var tänkt att utökas till 16 års ålder, även om den enbart gällde till 15 års ålder fram till 1974. 
Lagen utökades med Education Reform Act 1988 och upphävdes med Education Act 1996.